# Songeons
Songeons település Franciaországban, Oise megyében. Lakosainak száma 939 fő (2022. január 1.). Songeons Escames, Gerberoy, Grémévillers, Lachapelle-sous-Gerberoy, Loueuse és Morvillers községekkel határos.

## Népesség
A település népessége az elmúlt években az alábbi módon változott:
| Lakosok száma | 1086 | 1070 | 1127 | 1073 | 1013 | 982  | 950  | 946  | 939  |
|               | 2013 | 2015 | 2016 | 2017 | 2018 | 2019 | 2020 | 2021 | 2022 |